# Davčna oaza
Davčna oaza je država, ozemeljski teritorij ali otok, ki ima ohlapno zakonodajo in je slepa za kriminalno poreklo denarja ali denar, ki beži pred davkarijo, kateri prihaja v banke različnega porekla in ustanoviteljev. Do začetka druge svetovne vojne je bila edina uradno razglašena davčna oaza v svetu Švica. Po drugi svetovni vojni se ji je pridružila še kneževina Lihtenštajn, v letu 2010 pa je takšnih držav že 74. Denar s poreklom iz kriminalnih dejanj ali skrit pred davkarijo tako nemoteno kroži po celem svetu.

## Značilnosti davčnih oaz po svetu
Davčnim oazam je skupno, da ne pobirajo davkov (ali pa so le-ti zelo nizki), zelo malo ali nič omejitev glede članov offshore finančnih centrov, poenostavljeno upravljanje podjetij in da je v njih zagotovljena bančna tajnost - davčne oaze ne sodelujejo z davčnimi upravami drugih držav.,

## Problematika davčnih oaz
Davčne oaze predstavljajo davčno konkurenco ostalim državam, ki ne morejo obstajati brez pobiranja davkov. Zaradi davčnih oaz so te države pod nenehnim pritiskom zniževanja davkov, predvsem na kapital, saj ta nalažje pobegne v davčno oazo.

## Seznam davčnih oaz
Seznam teh držav je dolg , prekriva se s seznamom offshore finančnih centrov. Seznam teh objavlja IMF - Mednarodni finančni sklad in FSF. Veliko davčnih oaz je britanskih odvisnih ozemelj (so pod britansko suverenostjo in hkrati z visoko avtonomijo, saj npr. britanski davčni sistem tam ne velja, ponekod uporabljajo tudi drugo valuto (npr. ameriški dolar na Britanskih deviških otokih)) 
Davčne oaze so npr:
- Ameriška Samoa
- Andora
- Angvila
- Antigva
- Aruba
- Bahami
- Bahrajn
- Barbados
- Belize
- Bermudi
- Britanski Deviški otoki
- Brunej
- Kajmanji otoki
- Cookovi otoki
- Kostarika
- Curacao
- Danska
- Džibuti
- Dominika
- Filipini
- Francoska Polinezija
- Gibraltar
- Grenada
- Guernsey
- Hongkong
- Izrael
- Japonska
- Jersey
- Kiribati
- Libanon
- Liechenstein
- Luksemburg
- Macau
- Malezija
- Maldivi
- Malta
- Maršalovi otoki
- Mauricius
- Mikronezija
- Monako
- Monserrat
- Nauru
- Nizozemska
- Nova Zelandija
- Niue
- Oman
- Palau
- Panama
- Pitcairnovi otoki
- Portugalska
- Samoa
- San Marino
- Sejšeli ... itd.